# اشتسل
اشتسل (به آلمانی: Echzell) یک شهر در آلمان است که در وتراوکرایس واقع شده‌است.